# جلال رابوکی
جلال رابوکی (۱۳۲۵–۱۳۸۱ در کوه دماوند) همچنین شناخته شده با نام جلال فروزان، یک کوهنورد ایرانی بود که به دلیل صعودهای پیاپی و متهورانه به قله دماوند بین کوهنوردان شهرت داشت. رابوکی ۱۶ مسیر مختلف دماوند را شناسایی کرد. وی هم کوه‌نورد بود و هم کویرنورد. برای نخستین بار مسیر روستای طرود به عروسان در کویر مرکزی به طول ۱۸۰ کیلومتر را بدون استفاده از شتر در سال ۱۳۶۱ پیمود. رابوکی پایه‌گذار صعودهای سرعتی چندباره یک هفته‌ای با تغییر جبهه به قله دماوند بود و رکورد چهار صعود از چهار جبهه به دماوند در طول ۲۶ ساعت را به جا گذاشت. یعنی در طول حدودا  یک روز از قله از چهار مسیر پایین آمده و مجدداً به آن صعود کرد.
رابوکی از نسل اول هیمالیانوردان ایرانی است که سال ۱۳۵۲ در برنامه شناسایی اورست از یخچال خومبو شرکت داشت. در دهه ۵۰ تا ارتفاع بالای ۷۵۰۰ متر قله ماناسلو نیز صعود کرده بود. در پی حادثه او در کوه دماوند که در عید نوروز اتفاق افتاد تلاش‌های بسیاری برای پیدا کردن او انجام شد اما بی‌نتیجه بود اما ۶ ماه بعد جسد او در دره یخار پیدا شد.

## حادثه
رابوکی فروردین ۱۳۸۱ درهنگام صعود به قله دماوند در شرایط بسیار نامناسب آب‌وهوایی جان سپرد و بعد از شش ماه پیکر او را در دره یخار یافتند. تیمی ۳۰ نفره با مشکلات فراوان پیکر جلال را از ارتفاع ۴۳۰۰ متری دره مخوف یخار پایین آوردند. بر اساس بررسی های میدانی آقای محسن هاشم‌نژاد کوهنورد و کارشناس هواشناسی کوهستان، مواجهه با پدیده مه یخ‌زن در قله دماوند موجب انحراف و سقوط جلال رابوکی به دره یخار بوده است. 